# Wetumpka
Wetumpka er en amerikansk by og administrativt centrum for det amerikanske county Elmore County, i staten Alabama. Byen har 7.220(2020) indbyggere.

## Ekstern henvisning
- Wetumpkas hjemmeside (engelsk)